# Notowania aukcyjne na polskim rynku sztuki

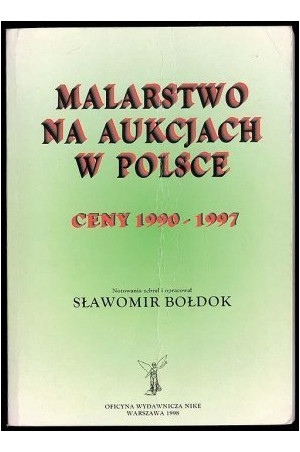
Sławomir Bołdok, Malarstwo Na Aukcjach w Polsce

Notowania aukcyjne na polskim rynku sztuki – zestawienie cen za jakie sprzedane zostały dzieła sztuki, z włączeniem cen młotkowych i cen sprzedaży oferowanych na aukcji. Notowania aukcyjne przed 2000 prezentowane były tylko w wersji papierowej (m.in. w czasopiśmie „Art&Business” i w opracowaniach Sławomira Bołdoka), dziś upubliczniane są przez domy aukcyjne oraz portale internetowe poświęcone rynkowi sztuki. Najbardziej znaną w Polsce platformą prowadzącą i upubliczniającą notowania aukcyjne jest ArtInfo. Witryna w formie elektronicznej, prezentuje notowania aukcyjne z najważniejszych w Polsce aukcji od 2000. Warto jednak pamiętać, że powyższy portal operuje nie zawsze w pełni sprawdzonymi danymi, gdyż informacje o transakcjach dzieł sztuki nie są często upubliczniane, ze względu na prawa autorskie. Na świecie notowania publikują takie platformy jak chociażby ArtPrice czy ArtNet.

## Skala notowań
W Polsce, z powodu braku publicznego nadzoru nad notowaniami aukcyjnymi, rozwinęło się zjawisko reżyserowanych aukcji oraz fikcyjnych licytacji. Nie ma więc pewności co do wiarygodności prowadzonych notowań – nie wiadomo, czy wszystkie dzieła wykazane w notowaniach zostały faktycznie sprzedane i czy sprzedano je za wskazane kwoty. Sławomir Bołdok, prowadzący księgi notowań aukcyjnych do 1997, pisał, że część obiektów, choć zostaje wylicytowanych, nie jest sprzedawanych, dlatego uważał, iż wszelkie informacje zawarte w notowaniach aukcyjnych, należy traktować jedynie orientacyjnie.
Mimo wszystko, notowania aukcyjne odgrywają na rynku sztuki istotną rolę. Stanowią wyznacznik cenowy dla potencjalnego przyszłego nabywcy: osoby prywatnej, antykwariatu, galerii, bądź muzeum. Notowania aukcyjne stanowią także funkcję reklamową dla samego artysty, którego dzieła prezentowane są na aukcjach.
Notowania aukcyjne są również istotne w celu ustalenia wyceny danego dzieła. Czynniki, które mogą wpływać na cenę dzieła, to reputacja artysty, wiek dzieła, stan rynku sztuki, pochodzenie oraz czas od ostatniego wystawienia dzieła na sprzedaż. Wycena sztuki rozpoczyna się od sprawdzenia jego autentyczności oraz w dalszym etapie – od znajomości samego rynku sztuki. W Polsce jednak kładzie się większy nacisk na znajomość cen rynkowych niż samą wiedzę, co potwierdzają wykazy wycen dzieł, w których często brakuje informacji na temat cen porównawczych czy ich interpretacji. Zazwyczaj informacje w nich zawarte mają charakter zbyt ogólny.

## Fikcyjne licytacje
Notowania aukcyjne danego artysty bierze się także pod uwagę ustalając wysokość estymacji, czyli podanej przy cenie wywoławczej kwocie, ustalanej przez dom aukcyjny, która sugeruje ostateczną wartość, za którą dzieło sztuki powinno zostać sprzedane. Nawet jeśli dzieło sprzeda się za niższą cenę, udział w aukcjach gwarantuje artyście bardzo skuteczny marketing. Każdy dom aukcyjny, już kilka tygodni przed licytacją umieszcza zbiór prac, które mają zostać sprzedane w swoim katalogu, skutecznie pracując na ich popularność.
Zdarza się, że dzieło danego artysty zostaje licytowane w ramach fikcyjnej licytacji, osiągając rekordowe notowania. W wyniku takiej licytacji rośnie popyt na dany towar, który w rzeczywistości może nie być wart swojej ceny. Fikcyjne licytacje stanowią także darmową reklamę dla sprzedawców. Firma osiągając wysokie kwoty ze sprzedaży przyciąga większą liczbę właścicieli dzieł. Tworzy się w ten sposób mit, że dzięki takiej współpracy uzyskają oni najwyższe ceny za swoje obiekty. W Polsce nie istnieje jednak organ kontrolujący wiarygodność tworzonych notowań aukcyjnych, a procesy sądowe, które mogłyby udowodnić, że np. dana transakcja nigdy nie doszła do skutku, ciągną się latami.
Fikcyjne licytacje są tym trudniejsze do wykrycia, gdyż żaden dostawca nie ujawni informacji o tym, że należące do niego dzieło wylicytowano fikcyjnie, gdyż wówczas straciłby on swoją pozycję na rynku sztuki.

## Zagrożenia
Zagrożeniem dla funkcjonowania rynku sztuki, oprócz fikcyjnych licytacji, jest również, tak zwany black box. Jest to występujący na dojrzałych aukcjach sztuki system, polegający na określaniu różnych cen dzieła na rynku aukcyjnym, antykwarycznym i galeryjnym, przy jednoczesnym stosowaniu dotychczasowych wyników sprzedaży wedle swojego uznania. W sposób mniej lub bardziej konsekwentny interpretuje się przy tym występujące na rynku sztuki tendencje oraz dotychczasowe wyniki historyczne w odniesieniu do nowej sprzedaży. Występowanie black box’u szczególnie widoczne jest na rynku aukcyjnym, gdzie wyceną dzieł zajmują się eksperci pracujący na zlecenie domów aukcyjnych. Jeśli wartość początkowa dzieła stworzona została przez osobę wyspecjalizowaną, dane te służą do wykonywania kolejnej wyceny, równej lub wyższej od kwoty wyjściowej. W Polsce za rynkiem aukcyjnym podąża rynek antykwaryczny i galeryjny, stąd wyceny dzieł sztuki, oparte na dotychczasowych, upublicznionych wynikach, stają się wyznacznikiem do określenia wartości dzieł sztuki, a przy tym ich cen w galeriach i antykwariatach.